# Microchorema extensum
Microchorema extensum är en nattsländeart som beskrevs av Schmid 1964. Microchorema extensum ingår i släktet Microchorema och familjen Hydrobiosidae. Inga underarter finns listade i Catalogue of Life.